# لويس فيديريكو تومسون
لويس فيديريكو تومسون (بالإسبانية: Luis Federico Thompson)‏ (19 ديسمبر 1927 بكولون (بنما) في بنما - 8 يناير 2010 ببوينس آيرس في الأرجنتين) هو ملاكم أرجنتيني.

## إحصائيات
خاض خلال مسيرته 179 نزالا، فاز في 150 وتعادل في 15 وخسر في 14. فاز بالضربة القاضية في 72 نزالا.

## روابط خارجية
- لويس فيديريكو تومسون على موقع بوكس ريك (الإنجليزية) (registration required)